# Parco Pitagora
Parco Pitagora (ex Parco Pignera) è un parco pubblico situato a Crotone in via Giovanni Falcone, 9. Ubicato nell'area sud-est della città, è situato precisamente su un rilievo collinare a circa 33 m s.l.m. da dove è possibile anche scorgere il panorama della città.

## Storia
Il terreno su cui sorge il parco, inizialmente noto come giardino della Pignera, fu nel XVII secolo di proprietà del possidente locale Diego Baricellis; al suo interno vi erano anche 10.000 viti e oltre 400 alberi. Nel 1689 l'intera proprietà passò in eredità ai figli e, nel corso degli anni, si susseguiranno vari passaggi di proprietà tra le varie famiglie appartenenti alla borghesia crotonese fino ai primi anni del '900, in cui la proprietà passerà definitivamente al Comune di Crotone.

## Descrizione

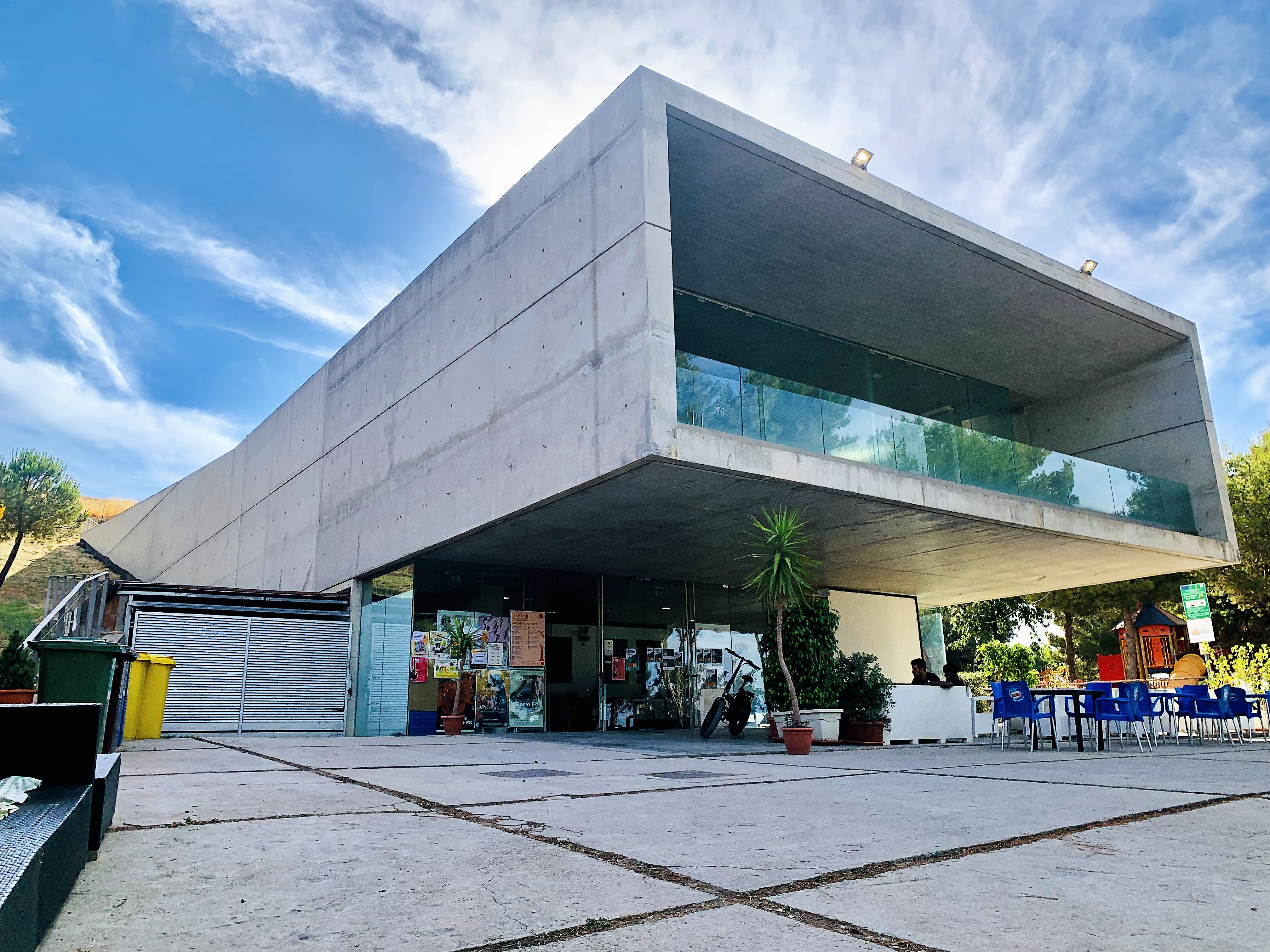
Il museo dedicato a Pitagora, situato all'interno del parco.

All'interno del parco è situato il Museo e Giardini di Pitagora, un edificio parzialmente ipogeo e integrato nella collina dedicato al famoso matematico greco antico e realizzato tra il 2005 e il 2007 con finanziamenti europei ottenuti dal Comune di Crotone nel 2001, nell'ambito del programma di riqualificazione urbana denominata Pic Urban 2. Nel 2003 il progetto definitivo del museo venne realizzato dalla OBR Open Building Research, vincitrice di un concorso promosso dallo stesso Comune e di proprietà degli architetti Paolo Brescia e Tommaso Principi.